# José Manuel García González
José Manuel García González (Lleó (Castella i Lleó), 1966) és un atleta retirat especialista en curses de fons.

## Biografia
Va néixer el 24 de gener de 1966 a la ciutat de Lleó, població situada a Castella i Lleó.

## Trajectòria esportiva
Ha desenvolupat la major part de la seva carrera activa com a esportista en el món del cross, arribant a aconseguir el tercer lloc en tres ocasions juntament amb l'equip espanyol en el Campionat del Món de Camp a través. L'any 1996 es convertí en campió d'Espanya d'aquesta modalitat, i el 1997 participà en l'equip espanyol que disputà el Campionat del Món d'Atletisme disputat a Atenes, on finalitzà en quinzè lloc.
El setembre de 1997 fou guardonat amb el Premi Príncep d'Astúries dels Esports com a integrant de l'Equip espanyol de Marató.

### Millors marques
- 5.000 m - 14:04.29 min (1995)
- Mitja Marató - 1:03:59 hrs (2002)
- Marató - 2:08:40 hrs (1998)